# Россошинское сельское поселение (Ростовская область)
Россошинское сельское поселение — муниципальное образование в Зерноградском районе Ростовской области. 
Административный центр поселения — хутор 1-й Россошинский.

## Административное устройство
В состав Россошинского сельского поселения входят:
- хутор 1-й Россошинский,
- хутор Вишневка,
- хутор Водяный,
- посёлок Крайний,
- хутор Революционный,
- хутор 2-й Россошинский,
- село Светлоречное.

## Население
| 2010  | 2012  | 2013  | 2014  | 2015  | 2016  | 2017  |
| ----- | ----- | ----- | ----- | ----- | ----- | ----- |
| 2414  | ↘2363 | ↘2328 | ↘2289 | ↘2264 | ↘2220 | ↗2225 |
| 2018  | 2019  | 2020  | 2021  |       |       |       |
| ↘2182 | ↘2142 | ↘2129 | ↘2062 |       |       |       |

## Достопримечательности
- Мемориальный комплекс воинам-освободителям в хуторе  1-й Россошинский[12].

Мемориальный комплекс создавался в 1950—1980 годах. Расположен он на территории Россошинской школы Россошинского сельского поселения. В годы Великой Отечественной войны, сразу после освобождения хутора в 1943 году местные жители стали собирать тела погибших воинов и хоронить их в одной могиле. 
На месте мемориального комплекса до Великой Отечественной войны на могиле стоял памятник героям Гражданской войны. После  освобождения хутора от немцев в уже имеющуюся могилу стали подзахоранивать погибших при освобождении хутора воинов, всего их было около 100 человек. Однажды здесь произошел несчастный случай. После окончания работ по захоронению, отряд военных салютовал оружейными залпами в честь погибших. Один из солдат неосторожно опустил на землю приклад своего ружья, которое и  выстрелило ему прямо в голову.  Солдата похоронили в этой же могиле. В 1956 году на этом месте был установлен памятник- скульптура солдата с автоматом на перевес. 
В 1989 году местный тракторист пахал поле у развилки дорог между Россошинским хутором и соседним населенным пунктом и обнаружил останки человека. Это был солдат времен войны. Было принято решение захоронить его в Братской могиле в школьном дворе и заменить на новый памятник мемориала. Так здесь появился современный мемориальный комплекс. Комплекс состоит из двух скульптурных фигур солдата, женщины и ребенка, отлитых из железобетона и покрытых серебристой краской. Воин держит в левой руке каску, как бы чтя память погибших во время войны.